# Pietro Liuzzi
Pietro Liuzzi (Noci, 16 marzo 1954) è un politico italiano, senatore nella XVII legislatura.

## Biografia
È stato sindaco di Noci per due mandati consecutivi, dal 2003 al 2013.
Alle elezioni politiche del 2013 viene eletto al Senato della Repubblica, in regione Puglia, nelle liste del Popolo della Libertà.
Il 16 novembre, con la sospensione delle attività del Popolo della Libertà, aderisce a Forza Italia.
Fa parte della corrente fittiana del partito, critica nei confronti del leader Silvio Berlusconi, che il 30 maggio 2015 abbandona Forza Italia per aderire ai Conservatori e Riformisti, il neonato movimento politico di Raffaele Fitto.
Il 28 febbraio 2017 aderisce a Direzione Italia, naturale proseguimento del percorso politico di Conservatori e Riformisti.
Il 22 dicembre 2017, assieme agli altri sei senatori di Direzione Italia e alle tre senatrici di Fare!, confluisce nel nuovo gruppo parlamentare Noi con l'Italia.
Alle elezioni del 2018 si ricandida a sindaco di Noci, ma viene sconfitto al ballottaggio da Domenico Nisi appoggiato da una coalizione civica unitamente al PD.
Nel 2019 appoggia il candidato di Fratelli d'Italia Raffaele Fitto.
Il 15 gennaio 2020 ha rassegnato le dimissioni da Consigliere comunale di Noci.
Per oltre dieci anni è stato Direttore della Consulting Srl di Noci (BA), poi diventata Woom Italia Srl.
Nel 2020 si candida alle elezioni regionali nella lista civica del candidato presidente Raffaele Fitto risultando non eletto con circa duemila voti. Già nel 2015 si candidò ma non fu eletto.